# Clefs, Maine-et-Loire

Clefs este o comună în departamentul Maine-et-Loire, Franța. În 2009 avea o populație de 963 de locuitori.